# 第二性徵

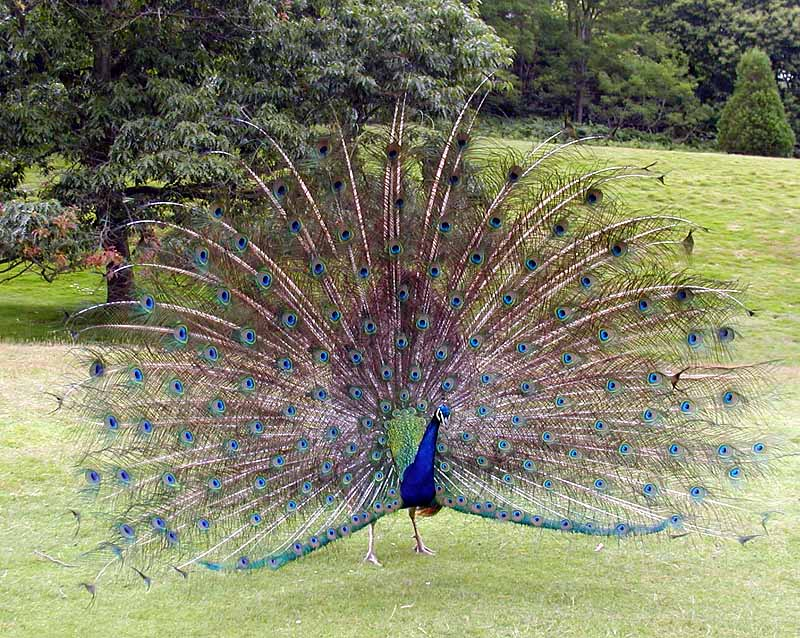
一隻孔雀展示牠彩色而美麗的長羽毛——是孔雀的第二性徵

第二性徵是指动物在性趋于成熟时身体上出现的变化。

## 人類
男性的睪丸酮直接導致陰莖的成長。睪丸酮亦使肌肉的大小和質量增加，喉結變大，聲音變得沙啞低沉。骨架變得寬大，身體脂肪量減少。
女性方面，雌激素促使乳房開始發育。雌激素亦使盤骨變闊，皮下脂肪開始在臀部、大腿和乳房堆積。子宮及卵巢快速成熟，月經來潮。

### 男性
- 陰毛和腋毛
- 陰莖變長
- 部分人在胸部和腹部亦會長毛
- 臉部長有鬍鬚
- 身體其他部分（如四肢）會有較長的汗毛
- 手掌和腳掌一般比女性為大
- 肩膀和胸部較闊
- 較重的頭骨和骨骼結構
- 聲音沙啞低沉
- 皮下脂肪較少，脂肪主要積聚在腹部和腰部

### 女性
- 陰毛和腋毛
- 乳房變得豐滿
- 阴蒂体积增大
- 臀部與肩膀的比例比男性的大
- 臉部比較少汗毛，部份女性在人中有鬍鬚
- 有功用的乳腺
- 較多皮下脂肪
- 脂肪主要積聚在臀部和大腿

女性陰毛的發生最早出現在8歲，最晚18歲，極少數沒有陰毛。現代生活營養豐富，很多少女10歲時已有陰毛出現，大半在12、13歲已有陰毛及乳房的發育，13、14歲逐漸發達，19到21歲幾乎已完全成長。陰毛與乳房的發育屬於漸進性，在月經初潮來臨時，陰毛開始出現些微的發育，乳房則約在初潮後一年才開始發達，腋毛也約略如此。

## 已手術之跨性别者的第二性征
对于已手術之跨性别者，在不进行性别肯定激素治疗(GAHT)的情况下，其第二性征发育一般情况下与出生时被指定的性别一致。但若进行GAHT，则可以令与他们认同性别一致的部分第二性征出现。
在跨性别者中，通常能观察到他们第二性征变化如下：
- 跨性别女性
  - 有功用的乳腺发育、乳房涨大
  - 体脂分布变化
  - 五官向一般女性变化
  - 通常相对于男性较为稀薄细短的体毛
  - 声音变化（但若在青春期发育之后才进行性別肯定激素治療，一般情况下不会影响过多）
  - 骨架变化（同“声音变化”）
  - 遗精、晨勃停止或从未出现
  - 性腺、阴茎停止发育，体积不变或缩小
- 跨性别男性
  - 乳腺停止发育，乳房体积缩小或不变
  - 体脂分布变化
  - 五官向一般男性变化
  - 胡须生长、体毛一般较于女性旺盛
  - 声音变化（与跨性别女性不同的是，声音变化在跨性别男性中体现得往往十分明显）
  - 骨架变化（但若在青春期发育之后才进行性別肯定激素治療，一般情况下不会影响过多）
  - 月经停潮（并非所有进行GAHT的跨性别男性都会发生）
  - 阴蒂体积增大（同“月经停潮”）

### 青春期現象
- 男性：初精
- 女性：初潮（初經）、乳房初長
- 陰毛初現
- 性腺初育

## 外部連結

### 青春期資訊
- 衛生福利部國民健康署-健康九九網站-青春好漾館 （页面存档备份，存于）
- 香港特別行政區政府衛生署學生健康服務-性教育 （页面存档备份，存于）